# Compiano
Compiano là một thị xã có thành bao xung quanh ở thung lũng sông Taro (Parmesan Appeninis), Thị xã này nằm cách Biển Ligurian và Parma 5o phút đi xe hơi. Ở đây có tòa lâu đài trên đồi Compiano Castello di Compiano.
Thị xã này có các đơn vị trực thuộc: Barbigarezza, Breia, Caboara, Casello, Cereseto, Costa, Farfanaro, Isola, Piano Moglie, Ponte, Rio, Roncodesiderio, Sambuceto, Strela, Sugremaro, Trario.